# 吸口裂腹鱼
吸口裂腹鱼（学名：Schizothorax myzostomus）为輻鰭魚綱鯉形目鲤科裂腹鱼属的鱼类，俗名恩吉。在中国，分布于独龙江、属伊洛瓦底江水系等。该物种的模式产地在贡山县独龙。體長可達42.5公分。

## 扩展阅读
維基物種上的相關：吸口裂腹鱼